# 다케시마의 날
다케시마의 날(일본어: たけしまの ひ)은 시마네현이 조례에 따라 정해진 기념일. 2월 22일으로 정해졌다.

## 역사
2005년 1월 14일, 시마네 현 의원들은 2월 22일을 다케시마의 날로 정하는 조례안을 제정하여 2월 23일에 현 의회에 상정해 3월 16일 가결했다. 구체적인 조례 내용은 다음과 같다.

- 1조 : 현민, 시정촌 및 현이 일체가 돼 다케시마의 영토권 조기 확립을 목표로 하는 운동을 추진, 다케시마 문제에 대한 국민여론을 계발하기 위해 다케시마의 날을 정한다.
- 2조 : 다케시마의 날은 2월 22일로 한다.
- 3조 : 현은 다케시마의 날의 취지에 어울리는 대책을 추진하기 위해 필요한 시책을 강구하기 위해 노력한다

## 한일 교류 중단
다케시마의 날에 관련하여 대한민국과 일본 사이의 교류가 중단된 것은 다음과 같다. 이는 교도 통신사가 2005년 4월 16일에 정리한 것에 따른다.
- 강원도와 돗토리현, 직원 상호 파견 교류 연기
- 강원도 강릉시와 나가노현 이다시, 초등학생 교류 이벤트 취소
- 돗토리현 지즈정장, 강원도 양구군 방문 취소
- 강원도 춘천시와 기후현 가카미가하라시 간의 교류 이벤트 취소
- 강원도 춘천시와 야마구치현 호후시, 초·중학생 교류 연기
- 경기도 안양시측 친선 협회의 사이타마현 도코로자와시 방문 취소
- 경기도 의정부시와 니가타현 시바타시, 스포츠 교류 사업의 사전협의를 연기
- 경상남도 김해시 무용 협회의 후쿠오카현 무나카타시 방문 중지
- 시가현 오미하치만 시장, 경상남도 밀양시 방문 중지
- 경상남도 밀양시와 시마네 현 야스기시, 교류를 전면 중단
- 히로시마현 미요시시, 경상남도 사천시의 이벤트 참석 취소
- 경상남도 사천시와 후쿠오카현 아카이케 정, 초등학생 교류 연기
- 경상남도 양산시측 중학생들의 아키타현 혼조 시(현 유리혼조시) 방문 취소
- 경상남도 진주시와 시마네 현 마쓰에시, 교류를 전면 연기
- 가가와현 다카세 정(현재 미토요시), 경상남도 합천군에서 열리는 마라톤 대회 참가 취소
- 경상북도, 시마네현과 자매결연 파기 → 가장 잘 알려진 교류 중단
- 후쿠이현 오바마시와 나라현 나라시, 경상북도 경주시에서 열릴 예정이었던 이벤트에 참가 예정이었던 것을 취소
- 시가현 오쓰시 시장, 경상북도 구미시 방문 연기
- 인천광역시와 가나가와현 요코하마시, 초등학생 축구 친선 시합을 연기
- 전라남도 고흥군과 사가현 가시마시, 교류 전면 중단
- 가고시마현 가와나베 정(현재 미나미큐슈시) 정장과 정의회 의장, 전라북도 순창군 방문 취소
- 와카야마현 와카야마시, 제주시로 단체 방문 연기
- 충청남도 보령시와 후쿠이현 오바마시, 초등학교의 음악 교류 콘서트의 회장을 변경
- 충청북도 청주시와 돗토리현 돗토리시, 교류 이벤트 사전 협의 연기
- 충청북도 충주시와 도쿄도 무사시노시, 직원 파견 협정을 보류
- 충청북도 충주시와 가나가와현 유가와라정, 교류 사업 계획을 보류

이외에, 광주광역시에서는 다케시마의 날 등 대한민국 내에서 일어난 반일 감정으로 인해 상무지구에서 동림 나들목까지 개통된 센다이로를 빛고을로로 변경시켰으며, '센다이로'는 광주월드컵경기장 근처 도로로 바뀌었으나 도로명 주소 실시에 수반해 이름이 바뀌어 결국 폐지됐다.

## 같이 보기
- 대마도의 날
- 독도의 날
- 독도 분쟁
- 센카쿠 제도 개척의 날
- 말비나스의 날